# Mala Lašna
Mala Lašna je naselje v Občini Lukovica.